# チョカン・ワリハーノフ
チョカン・チンギソヴィチ・ワリハーノフ（ロシア語: Чокан Чингисович Валиханов, カザフ語: Шоқан (Мұхаммед Қанафія) Уәліханов Шыңғысұлы, 1835年11月 - 1865年4月10日）は、帝政ロシアの学者、軍人、探検家。中央アジア諸民族の歴史・社会・文化研究に業績を残した東洋学者である。
19世紀のカザフ知識人を代表する人物の一人として挙げられる。
正式な名前はムハンマド・ハナフィーヤ（Мұхаммед Қанафия）であり、チョカンは母が付けた渾名である。

## 出自
ワリハーノフはカザフ・ハン国の王族の出身である。18世紀後半にカザフ草原西部を支配した中ジュズの族長アブライ・ハーンの曾孫にあたり、中ジュズ最後の族長ワリーを祖父にもつ。父のチンギズ（シュングズ）は、オムスクの士官学校で教育を受けた知識人である。

## 生涯

### 幼年期

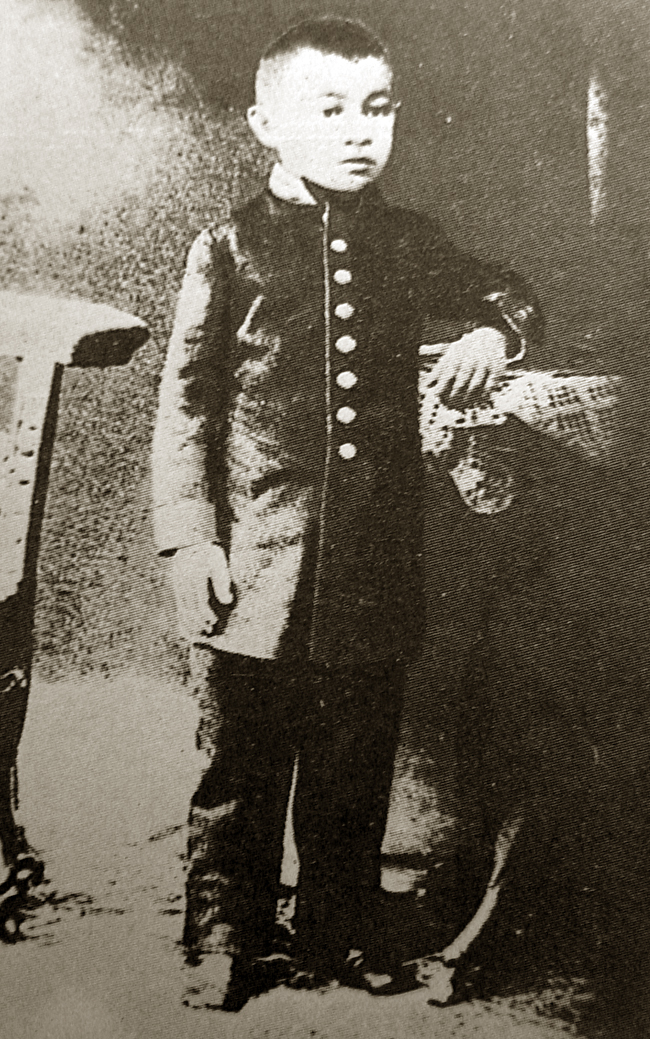
1847年当時のワリハーノフ

1835年に現在のコスタナイ州にあたるカザフ草原北部のクシュムルン要塞で生まれる。カザフ王族の伝統に従い、幼時にカザフの私設学校で学問を修め、アラビア語、ペルシア語、チャガタイ語を修得する。
1847年に当時のシベリアの再興教育機関であるオムスクのシベリア陸軍士官学校に入学、後に北アジアで活躍する探検家・民族学者のグリゴリー・ポターニンと親交を結ぶ。士官学校において、ワリハーノフはロシアと西欧の思想・文学を吸収し、中央アジア研究者としての道を踏み出した。1853年にワリハーノフは士官学校を卒業する。
卒業後はロシア軍の将校としてオムスクで勤務し、流刑囚としてオムスクに服役していたフョードル・ドストエフスキーと親交を深める。

### カザフの調査
1855年以後、ワリハーノフはカザフ草原東部、キルギスタン東部、カシュガルに、軍務と学術調査を兼ねた旅行を数度行う。1854年にワリハーノフはガスフォルト将軍の副官に任ぜられ、翌1855年にガスフォルトが実施した中央アジア探検に参加する。中央カザフ、セミレチエ、タルバガタイを調査し、カザフの統計、慣習法、古宗教の資料を収集した。
1856年にホメントフスキーの調査隊に参加し、イッシク・クル湖近辺で遊牧生活を営むキルギスのブグ族の視察、イッシク・クル湖沿岸部の測量に従事する。同年5月から約2か月間キルギスの間に留まり、彼らの伝承と叙情詩を記録した。7月半ばにロシア政府によってヴェールヌイ要塞（現在のアルマトイ）に召還され、清との交渉役に任ぜられる。ロシア政府の使節としてイリに派遣されたワリハーノフはロシアと清の通商関係を調整し、タルバガタイ条約締結の基盤を固めた。ワリハーノフは約3か月間クルジャに滞在した後、晩秋にオムスクに帰還する。
この旅行の中でワリハーノフは中央アジアの民族、特にキルギス（カラ・キルギス）の歴史・言語・地理に関心を抱き、多くの資料を収集する。
1857年、ワリハーノフはロシア政府の使節としてイッシク・クル湖近辺に居住するキルギスのブグ族の元に派遣される。この旅行でワリハーノフはキルギスの文化をより深く学ぶことができ、またキルギスの英雄叙事詩『マナス』を採取し、『マナス』のロシア語訳に取り掛かった。同年2月にピョートル・セミョーノフ＝チャン＝シャンスキーらの推薦によって帝立ロシア地理学協会正会員に選出される。

### カシュガルの調査

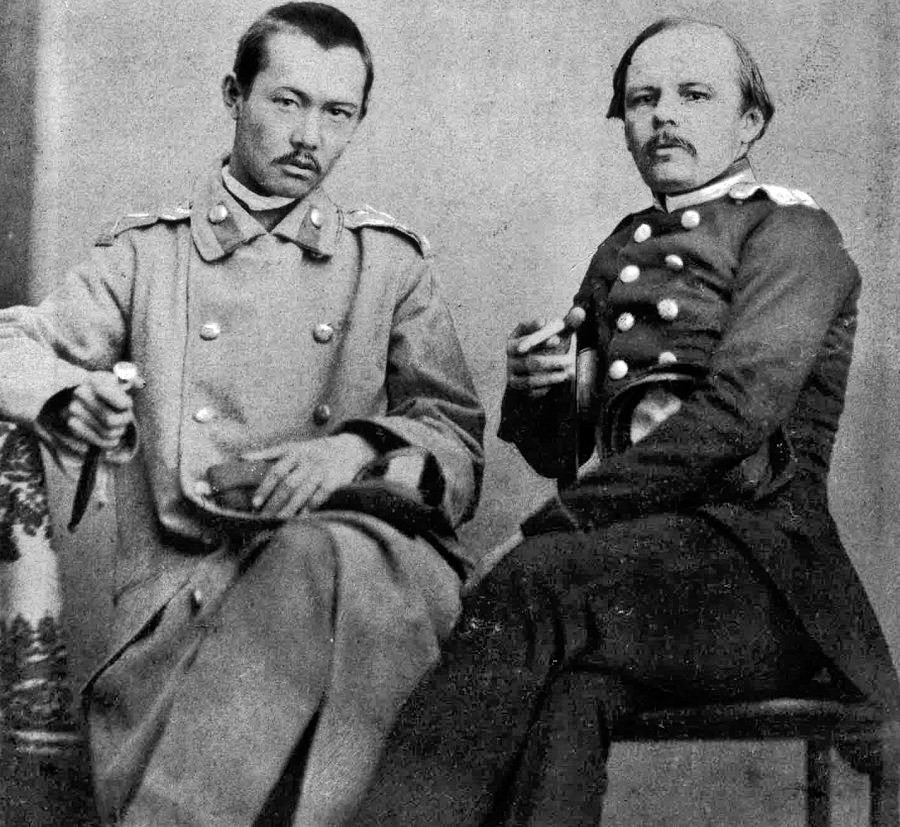
ワリハーノフとドストエフスキー

1858年にカシュガルで消息の途絶えたドイツ人地理学者アドルフ・シュラーギントヴァイト捜索のため、ワリハーノフはカシュガルに向かう。カザフの隊商に扮してカシュガルに入り、1858年9月末にコーカンド・ハン国の保護を受ける。1858年10月から1859年3月までカシュガルに滞在し、現地のアクカサル（領事・徴税官を兼ねた役人）からもてなしを受けた。カシュガルにおいては情報と学術資料の収集に専念し、またシュラーギントヴァイトがカシュガルのホージャ・ワリー・ハンに殺害されたことを知る。ワリハーノフはヤルカンド、ホータンの調査を希望していたが、それらの都市への移動は許されなかった。
やがてカシュガルの情勢が悪化すると、ロシアに帰国した。ワリハーノフはカシュガル旅行の成果を『アルティシャフル、すなわちカシュガリアの記述』にまとめ上げ、民族構成、政治組織などの考察を記した。中央アジアへの進出を意図していたロシア政府はワリハーノフの業績に着目し、1860年から1861年にかけてサンクトペテルブルクの参謀本部と外務省アジア局に勤務する。
サンクトペテルブルクでは参謀本部軍事学術委員会からの依頼を受けて中央アジアと東トルキスタンの地図を作成する。また地理学者としてカザフスタン、中央アジアの地理・民族誌の資料をまとめ上げ、カール・リッターやチャン＝シャンスキーら知識人と交流を持った。大学の講義に出席して諸外国語を学習し、オムスク時代からのドストエフスキーとの交流も続いた。
しかし、1861年春に肺結核に罹ったために帰郷する。

### 晩年
1862年にワリハーノフはカザフ民衆を庇護するために年長スルターンの選挙に立候補するが、親族と不仲になり、オムスクに戻った。オムスクの役所では司法に携わり、カザフの司法制度の改革を試みる。カザフの司法改革にあたっては慣習法の保持を提案し、政府にイスラームの庇護の中止を訴えた。
1864年、コーカンド・ハン国遠征においてチャルニャエフ将軍の部隊に従軍する。部隊のロシア兵がカザフ人に残虐行為を加えることに抗議したワリハーノフは免職され、同年7月にチャルニャエフの植民地主義的行動に批判的な将校たちと共にヴェールヌイに帰還した。帰還後、ワリハーノフはカザフのアルバン氏族の年長スルターン・テゼクの元に赴き、彼の姉妹であるアイサルィと結婚した。
彼はロシア帝国の支配による中央アジア社会の変革を夢みていたが、1860年代のトルキスタン遠征に参加するなかで苛烈な征服戦争を目の当たりにし、1865年に失意のうちに世を去った。

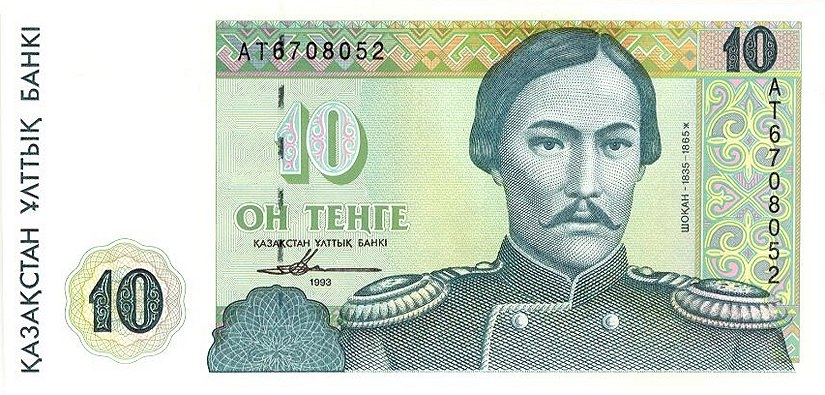
カザフスタン10テンゲ札（1993年発行）

死後、没地であるコチェン・トガンに彼を祀る霊廟が建てられた。また、カザフスタンで発行されている10テンゲ紙幣に肖像が使用されている。

## 思想と事績
- ワリハーノフは病のためにカザフの草原地帯に帰郷した後、草原地帯の後進性、ロシアから派遣された役人と封建領主の苛政を嘆いた[12]。彼はカザフ文化をイスラームの影響から守り、ロシア・西欧の文明を取り入れることでカザフの文明化を試みた[3]。さらに改革にあたって一般民衆の立場に立たず、特権階級であるイスラームの聖職者の意見を容れるだけに留まる、ロシア政府の欺瞞的な姿勢はワリハーノフの批判の対象となった[13]ワリハーノフはカザフ文化の独自性を認めながらも旧来の因習を批判し、定住化とロシア・ヨーロッパ文明の受容によるカザフの進歩を望んだ[3]。
- ワリハーノフの主な学問的業績としては、カザフスタン・天山山脈西部・タリム盆地西部の踏査行、『マナス』の記録、タリム盆地の住民生活についての叙述と政治史研究などが挙げられる。
- ワリハーノフが著した旅行記には、1856年の『イッシク・クルへの旅行の日記』、同1856年の『中華帝国の西辺境とクルジャ』、1858年のカシュガルの旅行記『カシュガルへの旅行とアラタウ管区への帰還』がある。
- 1961年から1972年にかけて、カザフ・ソビエト社会主義共和国のアルマ・アタ（アルマトイ）で全5巻にわたる彼の著作集が刊行された[7]。カザフ・ソビエト社会主義共和国においてはワリハーノフは学術上の事績以外に、キルギスの権利を守るために活動した知識人としても評価されていた[6]。彼の業績を称えて、アルマトイの歴史・考古学・民族学研究所にはワリハーノフの名前が冠されている[14]。